# Fabulinus
Fabulinus era una divinità minore della mitologia romana. Il suo nome viene dal latino fabulari, cioè parlare: si pensava infatti che questo dio insegnasse ai bambini a parlare. A Roma le madri gli facevano un'offerta quando i propri figli pronunciavano la loro prima parola.